# Џь
Џь, џь – dwuznak cyrylicy składający się z liter џ i ь.

## Użycie
Dwuznak używany jest w języku abchaskim, w którym pełni rolę spółgłoski zwarto-szczelinowej zadziąsłowo dźwięcznej (/d͡ʒ/). W latach 1928–1938, gdy język abchaski używał alfabetu opartego na łacinie, odpowiednikiem dwuznaku było Ꝗ.